# Buchnera scabridula
Buchnera scabridula är en snyltrotsväxtart som beskrevs av Eileen Adelaide Bruce. Buchnera scabridula ingår i släktet Buchnera och familjen snyltrotsväxter. Inga underarter finns listade i Catalogue of Life.